# Aleksij
Aleksij je moško osebno ime.

## Izvor imena
Ime Aleksij je različica moškega osebnega imena Aleksander.

## Pogostost imena
Po podatkih Statističnega urada Republike Slovenije je bilo na dan 31. decembra 2007 v Sloveniji število  moških oseb z imenom Aleksij: 27.

## Osebni praznik
Osebe z imenom Aleksij godujejo 17. februarja (Aleksij Falconieri, eden od sedmih ustanoviteljev servitov, † 17. feb. 1310) ali pa 17. julija (Aleksij (Aleš), spokornik).